# Streptomycetaceae
Famille
Genres de rang inférieur
La famille des Streptomycetaceae a été créée en 1943 par Selman Waksman et Arthur Trautwein Henrici. Elle contient de très nombreuses bactéries vivant dans le sol et est répartie en trois genres :
- Kitasatospora, créé en 1982 par Satoshi Omura, Yoko Takahashi, Yazuru Iwai et Haruo Tanaka sous le terme Kitasatosporia. Il a été modifié en 1997 par Zhen-Shui Zhang, Yue Wang et Ji-Sheng Ruan.
- Streptomyces, créé en 1943 par Waksman et Henrici.
- Streptoverticillium, créé en 1958 par Elio Baldacci.

En 1991, Witt et Stackebrandt ont proposé la réunion des genres Streptomyces et Streptoverticillium.
En 1992, Wellington et al. ont proposé le transfert des espèces du genre Kitasatospora à l'intérieur du genre Streptomyces.